# Франц II фон Захсен-Лауенбург
Франц II фон Захсен-Лауенбург (на немски: Franz II von Sachsen-Lauenburg; * 10 август 1547, Ратцебург; † 2 юли 1619, Лауенбург/Елба) от род Аскани, е херцог на Саксония-Лауенбург от 1581 до 1619 г.

## Живот
Той е вторият син на херцог Франц I (1510 – 1581) и Сибила Саксонска (1515 – 1592), дъщеря на херцог Хайнрих IV от Саксония от род Албертини.
Франц II влиза на императорска и по-късно в испанска военна служба. През 1566 г. участва в поход в Унгария и 1568 г. херцогът на Алба го повишава в ранг полковник в Нидерландия.
През 1571 г. баща му се отказва от управлението в полза на Франц II. По-големият му брат Магнус II, който е на шведска служба, събира войска в Нидерландия и тръгва против Лауенбург, но е изгонен от императорската войска. Франц II поема управлението сам. След смъртта на баща му през 1581 г. Франц управлява заедно с братята си Магнус и Мориц.
През 1588 г. брат му Магнус II е заловен от императорската войска в Хамбург и Франц го затваря до края на живота му в една кула на двореца в Ратцебург.

## Фамилия
Франц II е женен два пъти и има 11 сина и 8 дъщери.
Първи брак: 26 декември 1574 г. във Волгаст с принцеса Маргарета от Померания (1553 – 1581), дъщеря на херцог Филип I от Померания. С нея той има децата:
- Мария (1576 – 1625), монахиня в Гандерсхайм
- Август (1577 – 1656), херцог на Саксония-Лауенбург
- Филип (1578 – 1605)
- Катарина Урсула (1580 – 1611)

Втори брак: 10 ноември 1582 г. във Волфенбютел с принцеса Мария фон Брауншвайг-Волфенбютел (1566 – 1626), дъщеря на херцог Юлий фон Брауншвайг-Волфенбютел. С нея той има децата:
- Франц Юлий (1584 – 1634)
- Юлий Хайнрих (1586 – 1665), херцог на Саксония-Лауенбург
- Ернст Лудвиг (1587 – 1620), убит в Ашау
- Хедвиг Сибила (1588 – 1635)
- Юлиана (1589 – 1630)

∞ 1627 херцог Фридрих фон Шлезвиг-Холщайн-Норбург (1581 – 1658)
- Йоахим Зигисмунд (1589 – 1629)
- Сабина Катарина (*/† 1591)
- Франц Карл (1594 – 1660)
- Рудолф Малсимилиан (1596 – 1647)
- Хедвиг Мария (1597 – 1644)

∞ 1636 княз Анибале Гонзага от Бозоло (1602 – 1668)
- Франц Албрехт (1598 – 1642), убит
- Йохан Георг (1600 – 1601)
- София Хедвиг (1601 – 1660)

∞ 1624 херцог Филип фон Шлезвиг-Холщайн-Зондербург-Глюксбург (1584 – 1663)
- Франц Хайнрих (1604 – 1658)